# Grevillea renwickiana
Grevillea renwickiana är en tvåhjärtbladig växtart som beskrevs av F. Müll.. Grevillea renwickiana ingår i släktet Grevillea och familjen Proteaceae. Inga underarter finns listade i Catalogue of Life.